# Sosniwka (rejon pustomycki)
Sosniwka (ukr. Соснівка; hist. Trzecia Wólka) – wieś na Ukrainie, w obwodzie lwowskim, w rejonie lwowskim (wcześniej w rejonie pustomyckim).